# Cratere Africana
Africana è un cratere sulla superficie di 4 Vesta.